# 강윤성 (영화 프로듀서)
강윤성은 대한민국의 영화 프로듀서이자 영화 감독이다.

## 영화
- 2021년 영화 《트로트는 인생이다》 ... 프로듀서
- 2022년 영화 《팬픽에서 연애까지》 ... 연출